# Řád černé orlice (Albánie)
Řád černé orlice (albánsky: Urdhëri i shqiponjë e zezë) byl albánský řád, založený v roce 1914 knížetem Vilémem. 
Albánské knížectví byl státní útvar resp. knížectví (monarchie) na území dnešní Albánie existující od roku 1914 do roku 1925. Vládnoucí kníže nikdy neabdikoval, ale již v roce 1914 po 200 dnech vlády opustil zemi kvůli špatným podmínkám. Monarchie však vydržela až do roku 1925, i když od roku 1920 to byla spíše formální monarchie. 
Kníže Vilém řád založil dne 26. března 1914, krátce po svém příjezdu do země 7. března 1914. Po jeho odjezdu ze země řád nebyl udělován a nebyl nikdy obnoven. Dělil se na dvě třídy – civilní a vojenskou (s meči) a měl pět stupňů – velkokříž, velkodůstojník, komandér, důstojník a rytíř. Byla k němu připojena medaile ve třech stupních (zlatá, stříbrná a bronzová). Jednalo se o obecný záslužný řád.
Odznakem řádu byla osmiramenná hvězda, uprostřed níž je červený medailon s černou orlicí a nápisem BESE E BASHKIM (věrnost a jednota).